# Jim Brovelli
Pour les articles homonymes, voir Brovelli.
Jim Brovelli, né le 15 avril 1942, est un ancien entraîneur américain de basket-ball. Il évolue au poste de meneur.